# Кочанські середньовічні вежі

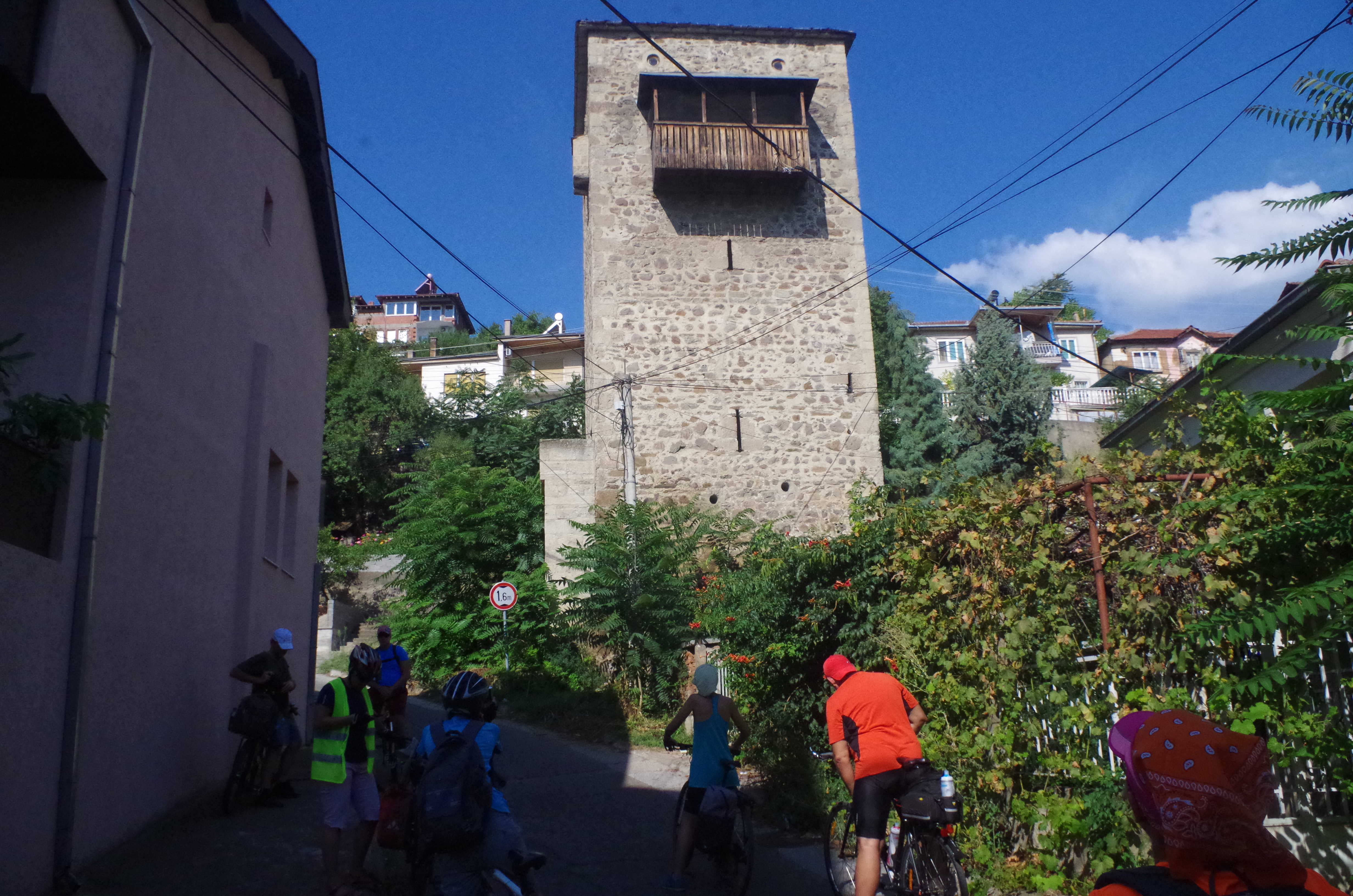
Кочанські середньовічні вежі

Кочанські середньовічні вежі — знаходяться в Кочанах, Північна Македонія. Вони, ймовірно, були побудовані у другій половині 17 століття, коли місто перебувало під владою  Османської імперії. Вплив на будівництво мала  архітектура Сходу.

## Історія
У Кочанах та поблизу міста було збудовано три середньовічні вежі, дві з яких розташовані у місті, розташованому на обох берегах річки Кочани.]. Це були житлові вежі, які  мали оборонне положення, і одна з них використовувалася як  вежа з годинником. Кочанські вежі розташовані біля початкової школи "Раде Кратовце". Вони були для визначення часу  у давні часи.
Оборонних веж у Кочані було чотири  або шість - по обидва боки річки Кочани. Вони були розміщені одна навпроти однієї, а між ними знаходився базар. Збереглися лише дві - права середньовічна вежа та ліва вежа Саат. 
На верхньому поверсі у підлозі є отвір, через який лили окріп або кидали каміння на нападників.   Підлога закінчується напівкруглим склепінням, покритим кам’яними плитами чотирьох вод. 
Башта знаходиться у справному стані, а в ній розміщена бібліотека міста Кочани.
Побудовані з масивного каменю, вежі залишаються дотепер як знаки минулого Кочан. 
У 1957 році Національна влада з охорони пам’яток поставила під охорону закону обидві вежі міста.

## Опис
Кочанські середньовічні вежі розташовані на правому березі річки Кочани, на вулиці Ілінденська, 1. Вони була побудовані як оборонно-житловий об’єкт у другій половині 16 століття. Вежі мали квадратну основу розміром 6,65 х 6,65 м та висотою 15,35 м. Побудовані з кам'яного та вапняного розчину з плоскими швами. Є підвал (для зберігання продуктів та інших), перший поверх (для оборони) та 2 поверхи для проживання. Підлоги з’єднуються   дерев'яними сходами. Вхід знаходиться на другому рівні з південної сторони через кам'яні сходи зовні з невеликим ганком.  Двері виготовлені з товстих дубових дощок і з внутрішньої сторони облицьовані залізними рейками та посилені двома поперечними балками, що входять у канавки в бічних стінах.  Стіни масивні, кути з кам’яних блоків жовтуватого пісковика.Вони захищені залізними брусками.  У нижніх районах, замість вікон, вежа має бійниці, вузькі зовні, вони розширюються конічно всередину.  На східній стороні вежі є дерев'яний балкон. На двох останніх поверхах є кам'яні вогнища на двох протилежних стінах. На останньому поверсі багато шаф. 

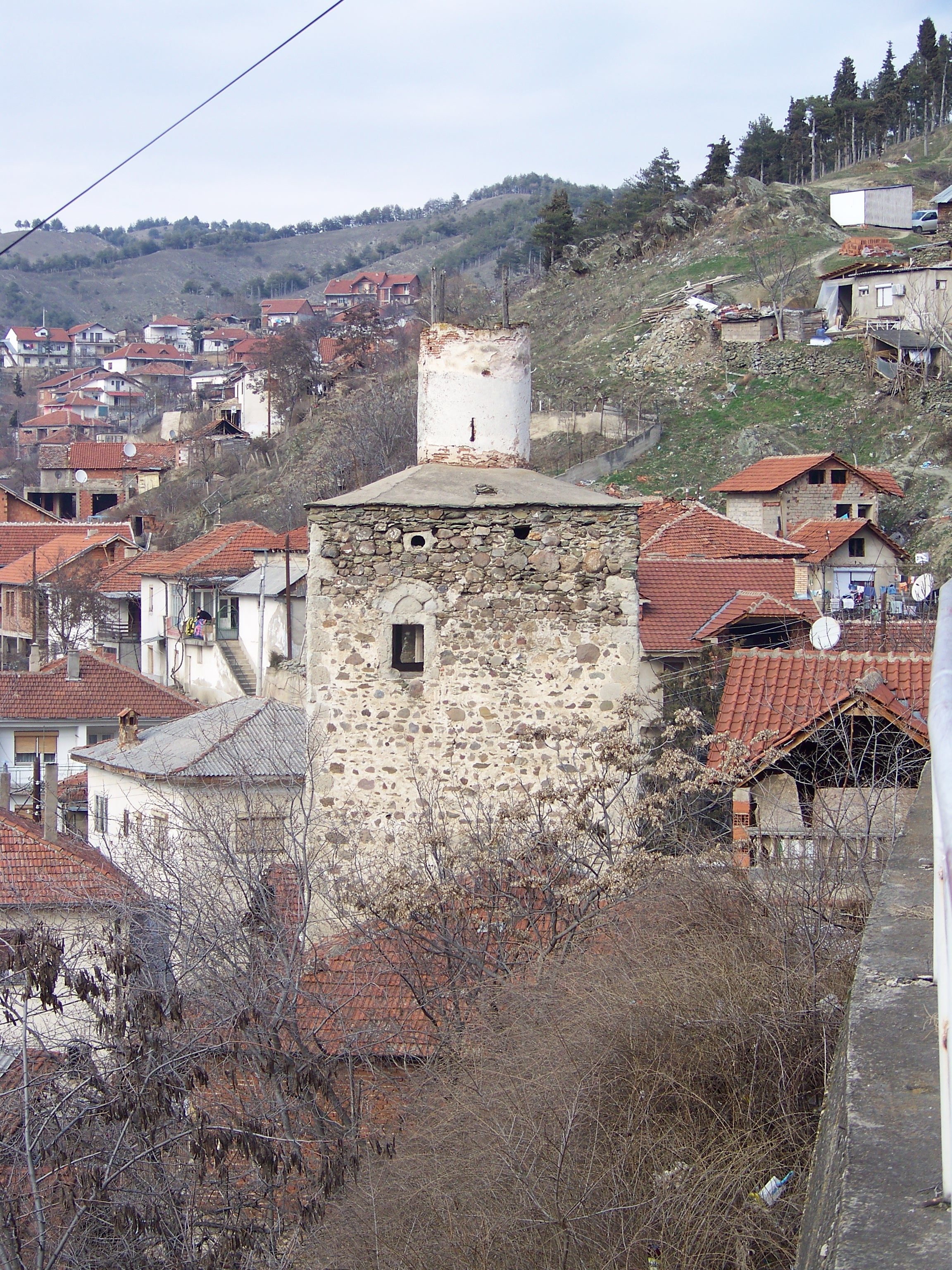
The medieval tower on the left bank of Kočani river

## Ремонт та призначення
Середньовічна вежа, розташована на правому березі річки в центрі міста, розташована між житловими будинками, є домінуючою у просторі своєю висотою на 18,5 метрів. У 1978 р. Міська рада ухвалила рішення про ревіталізацію, після чого вежу можна буде знову використовувати.
Поточне положення вежі:
- Підвал - санітарія;
- Перший поверх - колекція  нумізматика;
- I поверх -  археологічна колекція;
- II поверх - бібліотека;

На жаль, вежа з лівого боку річки не була змінена і знаходиться в поганому стані.